# Comuna de Sośno
Sośno (polaco: Gmina Sośno) é uma gminy (comuna) na Polónia, na voivodia de Cujávia-Pomerânia e no condado de Sępoleński. A sede do condado é a cidade de Sośno.
De acordo com os censos de 2004, a comuna tem 5105 habitantes, com uma densidade 31,4 hab/km².

## Área
Estende-se por uma área de 162,76 km², incluindo:
- área agrícola: 75%
- área florestal: 15%

## Demografia
Dados de 30 de Junho 2004:
|                      | Total   | Total | Mulheres | Mulheres | Homens  | Homens |
| -------------------- | ------- | ----- | -------- | -------- | ------- | ------ |
|                      | pessoas | %     | pessoas  | %        | pessoas | %      |
| População            | 5105    | 100   | 2515     | 49,3     | 2590    | 50,7   |
| Densidade (pop./km²) | 31,4    | 100   | 15,5     | 15,5     | 15,9    | 15,9   |

De acordo com dados de 2002, o rendimento médio per capita ascendia a 1578,43 zł.

## Subdivisões
- Dębiny, Dziedno, Jaszkowo, Mierucin, Obodowo, Olszewka, Przepałkowo, Rogalin, Roztoki, Sitno, Skoraczewo, Sośno, Sośno-Zielonka, Szynwałd, Tonin, Toninek, Tuszkowo, Wąwelno, Wielowicz, Wielowiczek.

## Comunas vizinhas
- Gostycyn, Koronowo, Mrocza, Sępólno Krajeńskie, Sicienko, Więcbork